# Eutoea heteroneurata
Eutoea heteroneurata là một loài bướm đêm trong họ Geometridae.